# Sandie Shaw
Sandie Shaw é o pseudónimo da cantora britânica Sandra Goodrich (Dagenham, Londres, 26 de Fevereiro de 1947).

## Carreira e vida pessoal
Tornou-se famosa em toda a Europa, por ter vencido o Festival Eurovisão da Canção (1967) com a canção Puppet on a string (Marioneta, numa tradução literal). Ela teve uma carreira cheia de sucesso, alcançando três primeiros lugares no top britânico com as canções:
- (There's) always something there to remind (de Burt Bacharach);
- Long live love;
- Puppet on a string.

Sandie Shaw teve uma primeira filha chamada Grace, nascida em 1971. Dez anos depois (1981), casou com Nik Powel. de quem teve dois filhos: Amie e Jack.
A grande originalidade desta artista foi ter cantado descalça em Viena, quando ocorreu o Festival, em 1967. A razão para este seu procedimento é o facto de Sandie ser muito conscienciosa em relação à sua altura. O seu primeiro marido foi o designer de moda Jeff Banks. Depois de ter estudado em universidades de Oxford e Londres ela licenciou-se em psicoterapia.
Ela é uma das "heroínas" musicais de Morrissey, ex-vocalista dos The Smiths. Com eles cantou em video "Hand in Glove", música famosa do grupo de Manchester em 1985.

## Álbuns de estúdio do Reino Unido
- Sandie (UK No. 3, 1965, US No. 100)
- Me (1965)
- Love Me, Please Love Me (1967)
- The Sandie Shaw Supplement (1968)
- Reviewing the Situation (1969)
- Choose Life (1983)
- Hello Angel (1988)[1][2][3]

## Álbuns de compilação do Reino Unido
- The Golden Hits of Sandie Shaw (1966)
- Puppet on a String (1967)
- 64/67 Pye Anthology (1993)
- Nothing Less Than Brilliant (UK No. 64, 1994)
- Pourvu Que Ça Dure - Chante En Français (2003)
- La Cantante Scalza – Canta In Italiano (2003)
- Wiedehopf Im Mai - Sandie Shaw Singt Auf Deutsch (2004)
- Marionetas En La Cuerda - Sandie Shaw Canta En Español (2004)
- Nothing Comes Easy (4-CD box set) (2004)
- The Very Best of Sandie Shaw (UK No. 60, 2005)
- The Collection (2007)[1][4][3]

Nota: seria quase impossível listar todos os álbuns já lançados contendo material de Shaw (muitas gravadoras principais e secundárias lançaram compilações de seu trabalho desde 1960), então apenas álbuns originais e compilações "principais" são listados, junto com o EMI lançamentos que foram lançados desde que Shaw licenciou seu catálogo para eles.

## EPs do Reino Unido
- (There's) Always Something There to Remind Me (1964)
- Long Live Love (1965)
- Talk About Love (1965)
- Message Understood (1966)
- Tomorrow (1966)
- Nothing Comes Easy (1966)
- Run with Sandie (1966)
- Sandie Shaw in French (1967)
- Sandie Shaw in Italian (1967)
- Tell the Boys (1967)[5][3]

## Singles
Números de catálogo, datas de lançamento e configurações do lado A / lado B referem-se apenas aos lançamentos britânicos iniciais. As informações podem variar para lançamentos em outros territórios.
| Data | Lado A, lado B Ambos os lados do mesmo álbum, exceto onde indicado                                            | Etiqueta e número de catálogo        | Posições do gráfico | Posições do gráfico | Posições do gráfico | Posições do gráfico | Álbum                          |
| Data | Lado A, lado B Ambos os lados do mesmo álbum, exceto onde indicado                                            | Etiqueta e número de catálogo        | UK                  | AU                  | CA                  | US                  | Álbum                          |
| ---- | --- | ------------------------------------ | ------------------- | ------------------- | ------------------- | ------------------- | ------------------------------ |
| 1964 | "As Long as You're Happy Baby" b/w "Ya-Ya—Da-Da"                                                              | Pye 7N 15671 (UK) Mercury 72315 (US) | -                   | -                   | -                   | -                   | Faixas que não são do álbum    |
| 1964 | "(There's) Always Something There to Remind Me" b/w "Don't You Know" (Non-album track)                        | Pye 7N 15704 (UK) Reprise 0320 (US)  | 1                   | 16                  | 1                   | 52                  | The Golden Hits Of Sandie Shaw |
| 1964 | "Girl Don't Come" b/w "I'd Be Far Better Off Without You" (from Puppet On A String)                           | Pye 7N 15743 (UK) Reprise 0342 (US)  | 3                   | 48                  | 2                   | 42                  | The Golden Hits Of Sandie Shaw |
| 1965 | "I'll Stop at Nothing" b/w "You Can't Blame Him"                                                              | Pye 7N 15783 (UK)                    | 4                   | -                   | -                   | 123                 | The Golden Hits Of Sandie Shaw |
| 1965 | "Long Live Love" b/w "I've Heard About Him"                                                                   | Pye 7N 15841 (UK) Reprise 0375 (US)  | 1                   | 12                  | 6                   | 97                  | The Golden Hits Of Sandie Shaw |
| 1965 | "Message Understood" b/w "Don't You Count on It" (from Puppet on a String)                                    | Pye 7N 15940                         | 6                   | 66                  | 21                  | -                   | The Golden Hits Of Sandie Shaw |
| 1965 | "How Can You Tell" b/w "If Ever You Need Me"                                                                  | Pye 7N 15987 Reprise 0427 (US)       | 21                  | -                   | -                   | 131                 | The Golden Hits Of Sandie Shaw |
| 1966 | "Tomorrow" b/w "Hurting You"                                                                                  | Pye 7N 17036 (UK) Reprise 0449 (US)  | 9                   | 24                  | -                   | -                   | Sandie Sings                   |
| 1966 | "Nothing Comes Easy" b/w "Stop Before You Start"                                                              | Pye 7N 17086 Reprise 0488 (US)       | 14                  | 74                  | -                   | -                   | Sandie Sings                   |
| 1966 | "Run" b/w "Long Walk Home"                                                                                    | Pye 7N 17163                         | 32                  | 91                  | -                   | -                   | Sandie Sings                   |
| 1966 | "Think Sometimes About Me" b/w "Hide All Emotion"                                                             | Pye 7N 17212 Reprise 0546 (US)       | 32                  | -                   | -                   | -                   | Puppet on a String             |
| 1967 | "I Don't Need Anything" b/w "Keep In Touch" (from Puppet on a String)                                         | Pye 7N 17239                         | 50                  | -                   | -                   | -                   | Faixas que não são do álbum    |
| 1967 | "Puppet on a String" b/w "Tell the Boys"                                                                      | Pye 7N 17272 (UK) Reprise 0575 (US)  | 1                   | 2                   | -                   | -                   | Puppet on a String             |
| 1967 | "Tonight in Tokyo" b/w "You've Been Seeing Her Again"                                                         | Pye 7N 17346                         | 21                  | -                   | -                   | -                   | Faixas que não são do álbum    |
| 1967 | "You've Not Changed" b/w "Don't Make Me Cry"                                                                  | Pye 7N 17378                         | 18                  | 6                   | -                   | -                   | Faixas que não são do álbum    |
| 1968 | "Today" b/w "London"                                                                                          | Pye 7N 17441                         | 27                  | 17                  | -                   | -                   | Faixas que não são do álbum    |
| 1968 | "Don't Run Away" b/w "Stop"                                                                                   | Pye 7N 17504                         | -                   | -                   | -                   | -                   | Faixas que não são do álbum    |
| 1968 | "Show Me" b/w "One More Lie"                                                                                  | Pye 7N 17564                         | -                   | 92                  | -                   | -                   | Faixas que não são do álbum    |
| 1968 | "Together" b/w "Turn on the Sunshine"                                                                         | Pye 7N 17587                         | -                   | -                   | -                   | -                   | Faixas que não são do álbum    |
| 1968 | "Make It Go" / "Those Were the Days"                                                                          | Pye 7N 17611                         | -                   | 35 flip             | -                   | -                   | Faixas que não são do álbum    |
| 1969 | "Monsieur Dupont" b/w "Voice in the Crowd"                                                                    | Pye 7N 17675 RCA 74-0118             | 6                   | 18                  | -                   | -                   | Faixas que não são do álbum    |
| 1969 | "Think It All Over" b/w "Send Me a Letter"                                                                    | Pye 7N 17726                         | 42                  | 79                  | -                   | -                   | Faixas que não são do álbum    |
| 1969 | "Heaven Knows I'm Missing Him Now" b/w "So Many Things to Do"                                                 | Pye 7N 17821                         | -                   | -                   | -                   | -                   | Faixas que não são do álbum    |
| 1970 | "By Tomorrow" b/w "Maple Village"                                                                             | Pye 7N 17894                         | -                   | -                   | -                   | -                   | Faixas que não são do álbum    |
| 1970 | "Wight Is Wight" b/w "That's the Way He's Made"                                                               | Pye 7N 17954                         | -                   | -                   | -                   | -                   | Faixas que não são do álbum    |
| 1971 | "Rose Garden" b/w "Maybe I'm Amazed"                                                                          | Pye 7N 45040                         | -                   | -                   | -                   | -                   | Faixas que não são do álbum    |
| 1971 | "Show Your Face" b/w "Dear Madame"                                                                            | Pye 7N 45073                         | -                   | -                   | -                   | -                   | Faixas que não são do álbum    |
| 1972 | "Where Did They Go" b/w "Look at Me"                                                                          | Pye 7N 45118                         | -                   | -                   | -                   | -                   | Faixas que não são do álbum    |
| 1972 | "Father and Son" b/w "Pity the Ship"                                                                          | Pye 7N 45164                         | -                   | -                   | -                   | -                   | Faixas que não são do álbum    |
| 1977 | "One More Night" b/w "Still So Young"                                                                         | CBS 5371                             | -                   | -                   | -                   | -                   | Faixas que não são do álbum    |
| 1977 | "Just a Disillusion" b/w "Your Mama Wouldn't Like It"                                                         | CBS 5513                             | -                   | -                   | -                   | -                   | Faixas que não são do álbum    |
| 1982 | "Anyone Who Had a Heart" b/w "Anyone Who Had a Heart" (instrumental)                                          | Virgin 484                           | -                   | 71                  | -                   | -                   | Faixas que não são do álbum    |
| 1983 | "Wish I Was" b/w "Life Is Like a Star"                                                                        | Palace 3                             | -                   | -                   | -                   | -                   | Choose Love                    |
| 1984 | "Hand in Glove" b/w "I Don't Owe You Anything" (Non-album track)                                              | Rough Trade 130                      | 27                  | -                   | -                   | -                   | Hello Angel                    |
| 1986 | "Are You Ready to Be Heartbroken?" b/w "Steven (You Don't Eat Meat)"                                          | Polydor 793                          | 68                  | -                   | -                   | -                   | Faixas que não são do álbum    |
| 1986 | "Frederick" b/w "Go Johnny Go"                                                                                | Polydor 811                          | 93                  | -                   | -                   | -                   | Faixas que não são do álbum    |
| 1988 | "Please Help the Cause Against Loneliness" b/w "I Will Remain"                                                | Rough Trade 220                      | 86                  | -                   | -                   | -                   | Hello Angel                    |
| 1988 | "Nothing Less Than Brilliant" b/w "Love Peace" (Non-album track)                                              | Rough Trade 230                      | -                   | -                   | -                   | -                   | Hello Angel                    |
| 1994 | "Nothing Less Than Brilliant" (reissue) b/w "(There's) Always Something There to Remind Me" (Non-album track) | Virgin 1521                          | 66                  | -                   | -                   | -                   | Hello Angel                    |